# قطعنامه ۱۰۹۸ شورای امنیت
قطعنامه ۱۰۹۸ شورای امنیت سازمان ملل متحد که در تاریخ ۲۷ فوریه ۱۹۹۷ تصویب شد، سندی بین‌المللی دربارهٔ بررسی وضعیت در آنگولا است. این قطعنامه طی نشست ۳۷۴۳ام با ۱۵ رای موافق، ۰ مخالف و ۰ ممتنع تصویب شد.